# Episodi di Kamen Rider: Dragon Knight
La prima e unica stagione della serie televisiva Kamen Rider: Dragon Knight è composta da 40 episodi, andati in onda negli Stati Uniti dal 13 dicembre 2008 su The CW e in Italia dal 16 aprile 2010 su Hiro.
| n° | Titolo italiano                | Titolo originale              | Trasmissione originale          | Trasmissione italiana |
| -- | ------------------------------ | ----------------------------- | ------------------------------- | --------------------- |
| 1  | In cerca del Drago             | Search for the Dragon         | 13 dicembre 2008 3 gennaio 2009 | 16 aprile 2010        |
| 2  | Contratto con il Drago         | Contract with the Dragon      | 10 gennaio 2009                 | N.D.                  |
| 3  | Kamen Rider Incisor            | Kamen Rider Incisor           | 17 gennaio 2009                 | N.D.                  |
| 4  | Sfida tra Rider                | A Rider's Challenge           | 24 gennaio 2009                 | N.D.                  |
| 5  | Il potere di due               | The Power of Two              | 31 gennaio 2009                 | N.D.                  |
| 6  | Rivelazioni                    | Kamen Rider Torque            | 7 febbraio 2009                 | N.D.                  |
| 7  | Amico o nemico                 | Friend or Foe                 | 14 febbraio 2009                | N.D.                  |
| 8  | Kamen Rider Camo               | Kamen Rider Camo              | 21 febbraio 2009                | N.D.                  |
| 9  | Kamen Rider Thrust             | Kamen Rider Thrust            | 28 febbraio 2009                | N.D.                  |
| 10 | Il battle club                 | Battle Club                   | 7 marzo 2009                    | N.D.                  |
| 11 | Svuotare o essere svuotati!    | Vent or Be Vented             | 14 marzo 2009                   | N.D.                  |
| 12 | Kamen Rider Sting              | Kamen Rider Sting             | 21 marzo 2009                   | N.D.                  |
| 13 | Il brivido della caccia        | Thrill of the Hunt            | 28 marzo 2009                   | N.D.                  |
| 14 | La promessa di Xaviax          | Xaviax's Promise              | 4 aprile 2009                   | N.D.                  |
| 15 | I volti di Xaviax              | The Many Faces of Xaviax      | 11 aprile 2009                  | N.D.                  |
| 16 | L'eroe di Gramercy Heights     | The Hero of Gramercy Heights  | 1º agosto 2009                  | N.D.                  |
| 17 | Il potere di tre               | The Power of Three            | 8 agosto 2009                   | N.D.                  |
| 18 | I fratelli Cho                 | The Brothers Cho              | 15 agosto 2009                  | N.D.                  |
| 19 | Semper Fidelis                 | Semper Fi                     | 22 agosto 2009                  | N.D.                  |
| 20 | Lettera dal fronte             | Letter from the Front Line    | 29 agosto 2009                  | N.D.                  |
| 21 | L'ultimatum di Strike          | Strike's Ultimatum            | 4 settembre 2009                | N.D.                  |
| 22 | La determinazione di un Rider  | A Rider's Resolve             | 5 settembre 2009                | N.D.                  |
| 23 | Kamen Rider Siren              | Kamen Rider Siren             | 12 settembre 2009               | N.D.                  |
| 24 | La tentazione oscura           | Dark Temptation               | 19 settembre 2009               | N.D.                  |
| 25 | L'asse di Xaviax               | Dropping the Axe              | 26 settembre 2009               | N.D.                  |
| 26 | Kamen Rider Whrat              | Kamen Rider Wrath             | 3 ottobre 2009                  | N.D.                  |
| 27 | L'attacco degli agenti segreti | Attack of the No-Men          | 10 ottobre 2009                 | N.D.                  |
| 28 | Un Rider in gabbia             | A Dragon Caged                | 17 ottobre 2009                 | N.D.                  |
| 29 | La quiete prima della tempesta | Calm Before the Storm         | 24 ottobre 2009                 | N.D.                  |
| 30 | Il canto del cigno             | Swan Song                     | 31 ottobre 2009                 | N.D.                  |
| 31 | Wrath è Xaviax                 | Xaviax's Wrath                | 7 novembre 2009                 | N.D.                  |
| 32 | Il ritorno dell'Advent Master  | Advent Master Returns         | 14 novembre 2009                | N.D.                  |
| 33 | Nel vuoto di Advent            | Out of the Void               | 21 novembre 2009                | N.D.                  |
| 34 | Il Rider Nero è tornato        | Back In Black                 | 28 novembre 2009                | N.D.                  |
| 35 | La caduta di un eroe           | A Hero's Fall                 | 5 dicembre 2009                 | N.D.                  |
| 36 | L'insidia oscura               | Dark Deception                | 12 dicembre 2009                | N.D.                  |
| 37 | Il nemico è tra noi            | The Enemy Within              | 19 dicembre 2009                | N.D.                  |
| 38 | I Rider nella tempesta         | For Ventara and Earth, Part 1 | 26 dicembre 2009                | N.D.                  |
| 39 | Per Ventara e per la Terra     | For Ventara and Earth, Part 2 | Non trasmesso                   | N.D.                  |
| 40 | Il racconto del Drago          | A Dragon's Tale               | Non trasmesso                   | N.D.                  |